# Новик (крейсер)
«Нови́к» (рос. Новик) — російський «малий» бронепалубний крейсер, II-го — «корветського» рангу, за англійською класифікацією відповідав крейсеру 2-го класу. Перший у світі «25-ти вузловий» багатоцільовий крейсер (ближній ескадрений розвідник, «броньований лідер міноносців», контр-міноносець, міноносний крейсер — «мисливець», здатний самостійно шукати, вибирати ціль і атакувати її, високопродуктивний постановник мінних загороджень у відкритому морі, а також придатний для заміни застарілих канонерських човнів) — попередник підкласу «крейсер-скаут». Свою назву отримав у пам'ять кліпера «Новик». Відзначився у Російсько-японській війні 1904—1905 рр. З 1905 року, після підйому і відновного ремонту, перебував у складі японського флоту під назвою «Судзуя». Тактико-технічне завдання (ТТЗ) на проектування унікального — експериментального малого крейсера розробив російський Морський Технічний Комітет (МТК), в рамках суднобудівної програми 1898 року, «…для потреб Далекого Сходу», з урахуванням ефективного бойового застосування «малих» крейсерів «елсвикського типу» під час японо-китайської війни 1894—1895 років, загальних тенденцій подальшого розвитку малих крейсерів, особливостей Далекосхідного театру, і під впливом концепції, яка виникла на цьому тлі — «універсального судна без броні», вперше обґрунтованої у 1895 році, адміралом С. О. Макаровим. Перемога в попередньому конкурсному проектуванні, подальше проектування та будівництво цього крейсера, який в цілому задовольняв надзвичайно суперечливим вимогам російського Адміралтейства, стали значним досягненням німецького крейсеробудування. За переробленим робочим кресленням крейсера «Новик», на Невському заводі були побудовані два однотипні малі крейсери типу «Жемчуг» («Жемчуг» і «Ізумруд»). Всупереч досить неоднозначним ставленням до проекту «Новик», на світовому рівні, концепція розвитку підкласу «малих крейсерів» відродилася після російсько-японської війни, і практично втілювалася провідними морськими державами аж до початку 1-ї світової війни, у якості підкласів: «крейсер-скаут» і «малий легкий крейсер».

## Завдання на проектування
У російській Головному Морському Штабі (ГМШ), оперативно-тактичне завдання (ОТЗ) на проектування «малого» крейсера для Тихоокеанського театру почало формуватися в 1895 році, відразу ж після загострення відносин з Японією. До цього, з 1882 року, концепція «малого» крейсера для ВМС Росії була відкинута, оскільки в цей період, російське крейсеробудування розвивалося в напрямку забезпечення протидії новітнім «середнім» і «великим» крейсерам вірогідного противника — Англії. Англійське Адміралтейство принципово не замовляло для своїх ВМС «малих» крейсерів, з урахуванням їх органічних недоліків: малий запас палива для забезпечення прийнятної дальності плавання, незадовільні морехідні якості і нестійкість «артилерійської платформи» при сильному хвилюванні. На цьому тлі, англійська фірма «Армстронг» приступила до великосерийного експортного будівництва «малих» крейсерів «елсвікського типу» за замовленням ВМС держав, які розвиваються. Ці кораблі являли собою втілення новітніх досягнень світової військово-морської техніки і озброєння. Англійські фахівці, з максимальною для себе вигодою, використовували унікальну можливість випробувати ці крейсера в реальних бойових умовах Тихоокеанського театру, під час японо-китайської війни 1894-1895 рр. Відносно недорогі, але добре озброєні «малі» крейсери цілком відповідали умовам обмеженого Тихоокеанського театру, де фактично склали основу «бойового ядра» флотів Китаю та Японії і ефективно використовувалися в якості багатоцільових кораблів.
Після загострення російсько-японських відносин, ВМС Японії мали абсолютну кількісну перевагу в «малих» крейсерах-розвідниках і міноносцях. Японська «Велика суднобудівна програма на 1895-1902 рр..», крім великих бойових кораблів, передбачала розміщення в Англії і США замовлень на будівництво нових «малих» крейсерів, і технічну модернізацію старих крейсерів «елсвікського типу» з установкою нового артилерійського озброєння фірми «Армстронг». Російські «середні» крейсера типів «Світлана» і «Діана», які проектувалися в рамках суднобудівної програми 1895 року, цілком могли протидіяти «малим» крейсерам ймовірного супротивника, але були значно дорожче і тому — нечисленні.
У травні 1895 року, на нараді флагманів в Чифу, віце-адмірал С. О. Макаров, вперше виклав і обґрунтував концепцію «універсального судна без броні» (фактично розвиток концепції англійської фірми «Армстронг» (вперше була висунута Дж. Ренделом — конструктором крейсера «Есмеральда»), але відносно до Далекосхідного театру. Приводом для цього послужив той факт, що, побудований ще в 1883 році, для Чилі «малий» крейсер «Есмеральда» (водотоннажність — 2800 т., озброєння: 2×1-254-мм, 6×1-152-мм) — родоначальник експортованих крейсерів «елсвікського типу», в 1894 році пройшов модернізацію на фірмі «Армстронг», був куплений Японією і в лютому 1895 року увійшов до складу японського флоту під назвою «Ідзумі». Цей корабель, адмірал С. О. Макаров охарактеризував як: «...ідеальна бойова машина...»... На думку С. О. Макарова — «універсальне судно без броні» — «малий» крейсер, водотоннажністю до 3000 т, швидкістю 20 вузлів, озброєнням: 2×1-203-мм, 4×1-152-мм; 12×1-75-мм гармат, в умовах фінансових обмежень, найбільш доцільний для серійної будови замість ескадрених панцерників, «великих» та «середніх» крейсерів, з метою якнайшвидшого забезпечення рівноваги сил на Далекосхідному театрі. При цьому, він рішуче висловлювався проти збільшення швидкості на шкоду артилерії, посилаючись на думку генерала Корпусу морської артилерії Ф. В. Пестича, який стверджує, що «не варто наздоганяти супротивника, щоб бути їм розбитим». На думку С. О. Макарова, для далеких розвідок велика швидкість не настільки важлива, оскільки ситуація змінюється надто швидко, і одержані дані, у будь-якому випадку, будуть певною мірою застарілими і неточними (до появи радіопередавачів}, а для ближньої розвідки досить міноносців. За оцінкою С. О. Макарова, з'єднання крейсерів «без броні», зможуть успішно протистояти не тільки миноносцам і крейсерам, але, використовуючи перевагу в швидкості і маневреності і эскадренными панцерникам противника..., а за необхідності, — витримати одиночний бій з панцерником.... На думку ряду військово-морських істориків, концепція «судна без броні» певною мірою вплинула на формування тактико-технічних вимог на проектування «малих» (II-го рангу) і «середніх» (I-го рангу) бронепалубних крейсерів «корветського» рангу в рамках «кораблебудівної програми 1897 року», в частині реалізації співвідношення рівнів забезпечення конструктивної непотоплюваності і бронезахищенності (принцип: «непотоплюваність, а не непробиття»). Однак, в частині складу озброєння — вплив концепції «судна без броні» тут фактично відсутній.
З листопада 1895 року по грудень 1897 року, на нарадах з питань посилення російських військово-морських сил на Тихому океані, зокрема, обговорювалося питання: ...потрібні при ескадрі малі крейсери-розвідники водотоннажністю в 2000÷3000 т.? Дане питання виникло у зв'язку з тим, що малі крейсери поступаються середнім крейсерам в швидкості, мореплавства, дальності плавання, озброєнні, але внаслідок меншої водотоннажності на їх проектування і будівництво потрібно було порівняно менше коштів. Ця умова розглядалася на користь малих крейсерів, з урахуванням фінансових обмежень і оперативно-тактичних особливостей Далекосхідного театру. Крім того, передбачалося, що малі крейсери зможуть замінити на Тихоокеанському театрі застарілі морехідні канонерські човни і будуть протидіяти міноносним силам противника, які переважають.
З 12 по 18 грудня 1897 року, деякі учасники нарад, письмово виклали свої міркування щодо необхідних на Тихому океані сил. Зокрема:
— Віце-адмірал В. М. Діков вважав, що в ескадрі на один ескадрений панцерник має припадати по одному крейсеру-розвіднику; кожному кораблю I і II рангу слід було надати по міноносцю. Головною якістю крейсера він вважав швидкість, заради якої варто було жертвувати всіма іншими елементами, бо швидкохідний корабель «може і повинен ухилитися від усякого бою під час розвідки, дбаючи не про дрібні перемоги та бойових відзнаках особового складу, а про виконання даного йому доручення».
- Дане твердження, вступало в протиріччя з концепцією «універсального судна без броні», проте саме воно згодом лягло в основу при розробці ОТЗ на проектування малого крейсера для Тихоокеанського театру.

— Віце-адмірал Є. І. Алексєєв, на підставі досвіду командування ескадрою в Тихому океані, вважав, що кількість крейсерів при головних силах слід збільшити: ...на вісім ескадрених панцерників повинно було припадати стільки ж панцерних крейсерів, вісім крейсерів водотоннажністю по 5000÷6000 тонн, чотири крейсери-розвідника водотоннажністю 3000÷3500 т і чотири — менше 1500 тонн... Завдання перед крейсерами невеликої водотоннажності він ставив наступні: «служити при ескадрі форзейлями, розвідниками, посильними крейсерами для передачі важливих і нагальних доручень, які оперують окремо від флоту загонам або суднам». Найменші із зазначених ним кораблів призначалися також для промірів, рекогносцировок біля берегів і при входах в порти.[2].
— Віце-адмірал М. І. Скридлов вважав, що найдоцільніше побудувати додатково до вже наявних один ескадрений панцерник типу «Пересвіт» і три — типу «Majestic» (водотоннажністю 15 000 т), В цьому випадку головні сили ескадри складалися б з трьох однотипних «трійок» (типів: «Полтава», «Пересвіт» і «Majestic»). Кожен з великих кораблів супроводжувався б крейсером-розвідником водотоннажністю 3000÷4000 т. У зв'язку з явним браком часу віце-адмірал запропонував три великих панцерники і п'ять крейсерів замовити за кордоном.[2].
- На думку віце-адмірала М. І. Скридлова, крейсери-розвідники водотоннажністю 3000÷4000 т., повинні супроводжувати головні сили ескадри (кожен ескадрений панцерник, яких на думку Скридлова, на Тихоокеанському театрі має бути не менше 9 одиниць). У відповідності з цим, на «малий» крейсер покладалися додаткові функції «броньованого контрміноносця».

27 грудня 1897 року, проходила підсумкова нарада під головуванням генерал-адмірала. В ході тривалих дискусій, коли приймалося рішення про кількісний і якісний корабельний склад на Тихоокеанському театрі, генерал-адмірал, який вважав за необхідне мати крейсери I рангу, поставив питання про доцільність будови замість 10 малих розвідників ще одного або двох ескадрених панцерників. Проте, нарада з ним рішуче не погодився, у зв'язку з тим, що, крім іншого, крейсерами водотоннажністю в 2000-2500 т., передбачалося замінити в ескадрі Тихого океану застарілі канонерські човни («Кореєць», «Манджур», «Гримлячий» та інші).
Протягом березня 1898 року, Морський технічний комітет (МТК) розробив програму — тактико-технічне завдання (ТТЗ) на проектування крейсера II рангу, в якій були визначені основні тактико-технічні елементи: водотоннажність — не більше 3000 тонн (при нормальному запасі вугілля — 360 т), загальний обсяг вугільних ям повинен забезпечити дальність плавання 5000 миль при економічній швидкості 10 уз.; найбільша швидкість — 25 вуз; склад озброєння: 6×1-120-мм; 6×1-47-мм гармат і одна десантна гармата Барановського; мінне озброєння — шість апаратів з 12 торпедами, 25 мін загородження і 30 якорів до них; броньова палуба — «можливої товщини». Документ був затверджений головою МТК віце-адміралом І. М. Діковим та головними інспекторами: кораблебудування — М. Є. Кутейніковим, артилерії — генерал-майором О. С. Кротковим, мінної справи — контр-адміралом К. С. Остелецьким, механічної частини — М. Р. Нозіковим. Паралельно, була також розроблена програма на проектування крейсера тієї ж водотоннажності, але зі швидкістю 30 вузлів..
Затверджене Імператорським Російським Адміралтейством тактико-технічне завдання (ТТЗ) на проектування типу швидкохідного малого крейсера, було досить жорстким і суперечливим, з урахуванням обмежень по водотоннажності і головним розмірам корабля:... Призначення — крейсерська служба в умовах відкритого океану... Основна вимога — швидкість, не менше 25 вузлів... Озброєння і бронювання — по можливості, з урахуванням забезпечення найкращого мореплавства... Максимально можливий радіус дії... Хороші умови для населеності екіпажу...
1 квітня 1898 року, програма МТК надійшла до Головного управління кораблебудування і постачань (ГУКіП).
З умовами ТТЗ, для укладення контракту на проектування та будівництво, були ознайомлені найбільш відомі фірми: німецькі, англійські, італійська, французька, американська і данська. Головним пунктом договору Імператорське Російське Адміралтейство встановлювило: «швидкість ходу, принаймні, 25 вуз. Озброєння і броня — по можливості, найбільші за найменших ускладнень для ходу по відкритому морю у будь-який час. Судно призначалося для крейсерської служби в океані і повинно було володіти всіма морськими якостями. При цьому були поставлені неодмінною умовою великий радіус дії і хороше приміщення для екіпажу...»[2].

## Проектування
До конкурсу на право укладення контракту на проектування та будівництво малого швидкохідного крейсера-розвідника, включилися фірми: німецькі: «Ховальдтсверке» (р. Кіль), «Ф. Шихау» і «Крупп»; англійські: «Лондон енд Глазго інженіринг айрон енд шипбілдінг компані» і «Лерд»; італійська — «Ансальдо»; французька — Товариство «Шантье де ла Жиронд» (м. Бордо); данська фірма «Бурмейстер ог Вайн», а також Невський суднобудівний завод при технічній допомозі англійських фірм.
- Першою на оголошений МТК конкурс відгукнулася німецька фірма «Ховальдтсверке» з Кіля. Її повірений Ф. Гох, 10 квітня 1898 року отримав в ГУКіП вимоги на «25-вузловий», а через день — і на «30-вузловий» крейсер. Вже 28 квітня надійшла відповідь, що в першому випадку крейсер буде мати довжину 103,63 м, ширину 12,8 м, осадку 4,88 м. Проект передбачав установку двох вертикальних машин потрійного розширення потужністю 9000 к. с. кожна і водотрубних котлів Торнікрофта. Додавався розрахунок, з якого випливало, що для досягнення кораблем 30 вуз необхідна машина у 25 000 к. с., маса якої складе не менше 1900-2000 т, і при заданій водотоннажності — 3000 тонн, на корпус, артилерію і паливо залишається всього 1000 т. І. М. Діков вважав ці розрахункові аргументами переконливими і, супроводжуючи документи на розгляд до кораблебудівного відділення, супроводив їх резолюцією: «Вважаю, що 25-вузловий хід достатній. Більше вимагати навряд чи можливо». В цілому, надіслані відомості влаштували МТК, за винятком даних про необхідність створення в котлах високо-форсованої тяги, необхідної для забезпечення досягнення повної швидкості ходу. З урахуванням цього зауваження МТК, німецька фірма переробила проект, і на початку червня 1898 року, представила в Петербург креслення: поздовжнього і поперечного перерізів, розташування вугільних ям, машинних та котельних відділень, мідель-шпангоута, а також опис корабля. При цьому проектанти не вклалися в обумовлену водотоннажність, підвищивши її до 3202 т. Бронезахист крейсера складався з броньової палуби товщиною 20 мм з 40-50-мм скосами в районі машин і котлів. 13 червня 1898 року в МТК була представлена модель корабля. Прагнучи отримати замовлення, фірма розробила варіант заміни котлів Торнікрофта на котли системи Бельвіля, яким надавали перевагу у російському Морському міністерстві , при яких довжина крейсера зростала на 9 м, водотоннажність — на 100 т, але швидкість повного ходу забезпечувалася при досить помірній примусовій тязі в котлах.
- У червні 1898 року, на розгляд МТК надійшов проект італійської фірми «Ансальдо». У первісному варіанті передбачалося використання двох машин з шістьма циліндрами кожна, у другому — з чотирма циліндрами. В обох випадках 14 котлів Ярроу повинні були забезпечити розвиток сумарної потужності у 16 500 к. с. Товщина броньової палуби знаходилася в межах від 20 до 50 мм, бойова рубка з товщиною стінок 125 мм.
- 7 липня 1898 року, англійська фірма: «Лондон енд Глазго інженіринг айрон енд шипбілдінг компані» представила специфікації та креслення... Однак крім заявленої ціни (225 тис. фунтів стерлінгів) інших даних виявити не вдалося, тому 16 липня 1898 року, документи були повернуті, ймовірно, за явною невідповідністю проектним вимогам Морського міністерства.
- Проект Невського суднобудівного заводу був розроблений за технічної допомоги англійців, включав: корпусну частину виконав інженер Е. Рід, механічну частину — розробила фірма «Модслі, Філд енд сан». Крейсер повинен був мати довжину 117 м і ширину 12,2 м, тобто відрізнявся надзвичайно великим, для того часу, відношенням довжини до ширини — 9,6. Проектна водотоннажність становила 3200 тонн, бронезахист у горизонтальній частині палуби і по краях — 30 мм, на схилах біля машин і котлів — 80 мм. Пар для двох машин забезпечили 16 котлів Ярроу, швидкість та артилерійське озброєння відповідали завданням, мінне — зменшено до чотирьох апаратів.

Представили свої креслення так само і німецькі фірми — «Ф. Шихау» і «Крупп».[2].
3 липня 1898 року, на засіданні МТК, всі проекти були розглянуті та оцінені на неофіційній конкурсній основі. У підсумку, кращим був визнаний варіант «Шихау» зі швидкістю 25 вуз (був ще і 28-вузловий, але ця швидкість досягалася за рахунок ослаблення озброєння і бронювання)..
- Примітно, що проект, який надійшов від данської фірми «Бурмейстер ог Вайн» був розглянутий і прийнятий поза конкурсом, оскільки замовлення корабля по ньому (майбутній крейсер «Боярин») було вирішено на найвищому рівні.[2].

У січні—лютому 1899 року, в Морське міністерство надійшли ще три проекти 3000-тонних розвідників. Перший з них, англійської фірми «Лерд», відрізнявся трохи зменшеним бронюванням і мінним озброєнням (три апарати), проте мав нести вісім 120-мм гармат. Товариство «Шантье де ла Жиронд» з Бордо надіслало відразу два варіанти — один при водотоннажності 3000 т підтримував би 21-вузлову швидкість протягом 10 годин, інший при 3520 т — 25 вуз протягом двох годин. Відмінною особливістю була наявність поздовжньої переборки між бортом і головними механізмами. Креслення були розглянуті МТК більше з пізнавального інтересу, фірмам повідомили, що нові замовлення за кордоном більше не плануються.

## Будівництво
5 серпня 1898 року, начальник ГУКиП віце-адмірал В. П. Верховський і представник фірми «Ф. Шихау» у Росії Р. А. Цізе підписали контракт на будівництво крейсера. Корабель повинен був бути готовий до випробувань через 25 місяців (згодом термін здачі перенесли на 5 грудня 1900 року). У документі докладно обговорювалися характеристики корабля, встановлювалися традиційні в таких випадках штрафи, в тому числі за недобір швидкості. При ході менше 23 вузлів, або осадці, яка більш ніж на 15 см перевищує контрактну, російське Морське міністерство отримувало право відмовитися від замовлення і отримати назад гроші. Будівництво повинно було вестися Данцингським відділенням фірми «Шихау», на верфі в Данцигу, виготовлення механізмів — філією фірми в Ельбінгу.
Екіпаж був сформований ще до початку будівництва корабля. Старшим судовим механіком крейсера, був призначений молодий випускник Технічного училища Морського відомства — Костянтин Робертович Тирнштейн. У листопаді 1898 року, спостерігачем за будівництвом крейсера «Новик» і будівництвом чотирьох 350-тонних міноносців, замовлених тій же фірмі, був призначений капітан 2 рангу Петро Федорович Гаврилов. У рапортах, П. Ф. Гаврилов неодноразово характеризував К. Р. Тирштейна як надзвичайно сумлінного і на рідкість виконавчого.
6 грудня 1898 року, П. Ф. Гаврилов прибув до Ельбінгу для спостереження за будівництвом крейсера «Новик».
6 січня 1899 року, П. Ф. Гаврилов, разом з представниками дипломатичного корпусу та капітанами 1 рангу М. К. Рейценштейном і О. Ф. Стемманом — командирами замовлених у Німеччині крейсерів I рангу, відповідно «Аскольд» і «Богатир», був представлений Вільгельму II. Німецький Імператор з цікавістю поговорив з офіцерами, розпитав про кораблі. У розмові з П. Ф. Гавриловим він схвально відгукнувся про котли Торнікрофта, які повинні були встановити на «Новик».
Тривале узгодження креслень між німецькими проектантами та російською МТК, а також затримки поставок з боку сталеливарних заводів, з'явилися причинами затримки початку стапельных робіт приблизно на рік.
У грудні 1899 року, почалися регулярні стапельні роботи, які згодом просувалися дуже інтенсивно. 
29 лютого 1900 року, відбулася офіційна закладка крейсера «Новик». На момент закладки,
корпус був доведений до броньової палуби, маса встановленого металу становила до 600 т. Командир корабля був у захваті від «... разючої точності підгонки частин набору... Можна сміливо сказати, що досі на стапель не було принесено жодного золотника зайвого металу, зубило відсутнє, усі отвори точно збігаються». За його розрахунками виходило, що крейсер може бути спущений на воду вже в кінці травня — всього через півроку після початку інтенсивного будівництва! Фірма дуже поспішала, розраховуючи, що на урочистому спуску будуть присутні російський і німецький імператори, офіційна зустріч яких планувалася в травні — червні 1900 року, у Данцигу. Однак, зустріч була відкладена і, директор верфі повідомив про те, що набагато зручніше продовжувати монтажні роботи на стапелі.
18 квітня 1900 року, старшим офіцером крейсера «Новик» був призначений лейтенант Федір Миколайович Іванов 6-й (до цього, командував міноносцем № 120).
2 серпня 1900 року, о 13-00, відбувся урочистий спуск на воду крейсера. На церемонії були присутні: генерал-губернатор і командувач військами Західної Пруссії, представники російського посольства в Німеччині, командири крейсерів I рангу «Аскольд» і «Богатир», які будувалися на німецьких верфях, відповідно — М. К. Рейценштейн і О. Ф. Стемман, колишній морський міністр Франції адмірал Лакруа. Російський посол граф М. Д. Остен-Сакен приїхати не зміг, тому прислав у дар кораблю ікону в позолоченій ризі, з дарчим написом. Фірма піднесла сюрприз, який до останнього моменту тримався в секреті, — за свій рахунок привела в Данциг з Піллау щойно закінчений міноносець — «Дельфін» (з 1902 року — «Безстрашний»), який ще не пройшов випробування і не був переданий російському флоту.
Незвично сувора для Данцига зима значно загальмувала добудову корабля.

## Випробування
2 травня 1901 року, крейсер «Новик» вперше вийшов у море, на заводську пробу.
12 травня 1901 року, практично завершений крейсер, неофіційно відвідав цісар Вільгельм II. Піднявшись на борт, він познайомився з усіма офіцерами, поговорив з членом МТК — флагманським інженером-механіком Ф. Я. Поречкіним. Цікавлячись новим типом крейсера, імператор схвалив зручності розміщення та висловився про те, що артилерія ймовірно занадто сильна відносно розмірів корабля. 14 травня 1901 року, на пам'ять офіцерам про свій візит, Вільгельм надіслав свій портрет з дарчим написом.
30 серпня 1901 року, під час маневрів німецького флоту, в Данцигу, російський імператор — Микола II, на борту яхти «Штандарт» розмовляв з П. Ф. Гавриловим, цікавився особливостями нового крейсера «Новик» і обіцяв відвідати корабель наступного дня, та так і не зібрався.
Прагнучи прискорити здачу крейсера замовнику, завод не став проводити прогресивних випробувань механізмів, за умов поступового нарощування потужності і швидкості. В результаті, під час першого ж виходу «розігнав» крейсер до 24 вузлів. Як пізніше писав П. Ф. Гаврилов: «допущене заводом при перших же ходах форсування машин було головною причиною тривалих випробувань і ряду різних аварій».
15 травня 1901 року, крейсер вийшов з Данцига і 18 травня 1901 року прибув до Кронштадта.
З початку травня по середини вересня 1901 року, з семи виходів у море, чотири були перервані через поломоки машин і гвинтів.
Влітку 1901 року, на валах машин були виявлені раковини.
23 вересня 1901 року, в ході приймально-здавальних пробігів крейсера, німецькі фахівці вирішили дуже серйозну проблему: було помічено «значний рух корпуса в горизонтальній площині близько середини довжини судна, тобто в районі приміщень бортових машин». Для усунення цього явища, завод змінив параметри гвинтів, перебрав механізми, зрівняв число обертів середньої і бортових машин (спочатку вони давали по 155-160 і 170-175 об/хв відповідно, а згодом — 160-165 об/хв). Кілька випробувальних виходів підтвердили правильність прийнятого рішення.
Усуваючи несправності — втратили час, сильні осінні вітри завадили провести випробування на мірній милі. Крейсер довелося залишити на заводі на зимівлю, під час якої були зроблені заміни валів, на яких, влітку 1901 року були виявлені раковини.[2].
У січні 1902 року, німецький журнал: «Die Flotte» опублікував статтю, в якій повідомлялося:
"Побудований за замовленням російського уряду на Шихауській верфі крейсер «Новик», який на своїх останніх випробувальних пробігах розвинув швидкість ходу в 26 вуз, нещодавно був остаточно прийнятий на службу Імператорського Російського флоту. Над проектом цього абсолютно нового типу військового судна замислювалися найбільші англійські, французькі та американські фірми. З усіх країн Росія, проте, отримала ухильні відповіді, так як високі завдання, яким повинно було задовольнити це своєрідне судно, не були вирішені задовільним чином жодною із запитаних фірм. Зрештою, російський уряд вирішив передати замовлення фірмі «Шихау».[2].
23 квітня 1902 року — через без малого рік після першого виходу в море, на крейсері «Новик» були завершені офіційні випробування на повний хід.[2].
За результатами випробувань, крейсер «Новик», цілком задовольняв всім важким умовам контракту. За відгуком, який опублікували в німецькому журналі: «...являє собою вдалий тип військового судна, швидкість ходу якого не була ще ні разу досягнута при даних розмірах...»; «...становить майстерний добуток німецького суднобудування...».

## Технічний опис
Опис конструкції корпусу, розміщений в «Звіті по Морському відомству в 1897—1900 роки», вельми образний: «Тип крейсера II рангу „Новик“ являє собою величезний міноносець у 3000 тонн з 25-вузловим ходом. Нижня частина крейсера представляє собою сигароподібну споруду, у вертикальному напрямку дещо сплюснену, зверху прикриту броньовою палубою, а знизу складається з подвійного дна, яке поступово сходиться зі зовнішньою обшивкою і приблизно на половині відстані від кіля до ватерлінії переходить в систему бортових вугільних ям, знизу і зверху броньованої палуби. Над сплюснутою зверху підводною „сигарою“ розташовано надбудову, в більшій своїй частині надводну, яка утворює один міжпалубний простір».
Довжина корпусу між перпендикулярами становила 106, максимальна ширина 12,2 м (без урахування товщини обшивки), висота від кіля до верхньої палуби — 7,7 м. Основним матеріалом слугувала м'яка сіменс-мартенівська сталь. Шпація становила 610 мм.
На момент випробувань нормальна водотоннажність з усіма передбаченими контрактом запасами (в тому числі 360 т вугілля) становила всього 2720 т, тобто майже на 300 т менше проектної: такий результат був підсумком максимального полегшення корпусу і машин.
Короткі дані про навантаження крейсера «Новик» фірма «Ф. Шихау» повідомила Морському міністерству лише в січні 1906 року. Пропущені в німецьких даних відомості про броню, ймовірно були включені до ваги корпусу.
Якщо припустити, що броня «Новика» важила стільки ж, скільки у крейсерів «Жемчуг» та «Ізумруд» (345 т), які будувалися за його проектом на Невському заводі, то маса корпусу повинна становити 875 т — всього 32 % від водотоннажності.
У матеріалах віце-адмірала С. О. Макарова є дещо інші дані, однак їх складно порівнювати через різні способи групування.
Згідно з ним, на корпус з постачанням доводилося 42,3, на броню — 10,43, на артилерію з боєзапасом — 4,73, на мінне озброєння — 3,36, на механізми, котли і запас води до них — 26,7 % від водотоннажності. Там же наведені відомості, що броньова палуба «Новика» мала вагу 294 т. Якщо ця інформація вірна, то на корпус припадало 34 % від водотоннажності. Жорстка економія всіх статей навантаження призвела до заміни звичайного для кораблів російського флоту дерев'яного покриття верхньої палуби лінолеумом (товщиною 6-7 мм).

Навантаження мас крейсера II рангу «Новик»
| Найменування навантаження       | Маса, т  | % від номінальної водотоннажності |
| ------------------------------- | -------- | --------------------------------- |
| Корпус                          | 1219,858 | 44,86                             |
| Різне обладнання                | 97,786   | 3,60                              |
| Машини і котли                  | 790,417  | 29,07                             |
| Артилерія                       | 83,301   | 3,06                              |
| Боєзапас                        | 67,760   | 2,49                              |
| Вугілля                         | 360,000  | 13,24                             |
| Команда з речами                | 49,500   | 1,82                              |
| Провіант на шість тижнів        | 38,500   | 1,42                              |
| Прісна вода на вісім днів       | 12,000   | 0,44                              |
| Разом нормальне водотоннажність | 2719,125 | 100,00                            |

Про максимальну полегшеність всіх конструкцій свідчило те, що вже взимку 1901/02 року довелося замінити трапи в котельному відділенні, які не витримали навіть річної експлуатації. Під час інспекторського огляду 1903 року, незвичайна вузькість трапів, всіх входів і виходів, справили неприємне враження на відвідувачів.
Непотоплюваність корабля забезпечували: 17 водонепроникних перебірок нижче і дев'ять — вище броньової палуби, подвійне дно в районі машинних та котельних відділень (від 40 до 137 шп.; поділ трюму поздовжніми перегородками на велике число відсіків; МТК ще більше розвинув початкові пропозиції фірми, вимагаючи доведення висоти поперечних перебірок, які проходили під димовими виходами котлів, до наступної (верхньої) палуби. Крім того, заводу довелося додатково виготовити перебірки які підносилися криволінійно, для забезпечення водонепроникності димових виходів.
Управління крейсером здійснювалося з бойової або кермової (ходової) рубок, або з містка. Всі три пункти управління обладнані компасами, механічними штурвалами, системами електричного управління кермом, машинним телеграфом, дзвінковими сигнальними пристроями до машинного відділення.
Початковий проект не передбачав монтаж кермової рубки (як і на крейсері «Аскольд»). Передбачалася лише установка хвилевідбійного щита, який запобігав заливанню палуби в штормову погоду. На представлених у МТК кресленнях був відсутній і ходовий місток, при тому, що його будівництво було обумовлено в контракті. Це викликало складності. Фірма, обтяжена багаторазовим погодженням креслень, цю конструкцію спроектувала за власним розумінням. Проте до весни 1901 року, коли були встановлені: димові кожухи труб, шлюпбалки, катери, гребні судна, з'ясувалося, що місток занадто низький, його крила короткі, тому корма крейсера і його борти опинилися поза полем зору судноводіїв. Після низки заперечень, фірма визнала помилку і замінила місток новим, який цілком задовольняв вимоги П. Ф. Гаврилова.
Основний захист крейсера забезпечувала броньова палуба, розташована вздовж корпусу на 0,6 м вище ватерлінії. У носовій частині корпусу бронепалуба, не доходячи до тарана 29,5 м, плавно починала опускатися, впираючись в форштевень на глибині 2,1 м. В кормі зниження бронепалуби починалося за 25,5 м до ахтерштевня і доходило до поглиблення в 0,6 м. У горизонтальній своїй частині палуба складалася з двох шарів плит сумарною товщиною 30 мм (10+20). На скосах, які упиралися в борти судна на 1,25 м нижче ватерлінії, загальна товщина досягала 50 мм (15+35). Над циліндрами головних машин, які виступали вище броньової палуби був влаштований 70-мм гласіс. Додатковий захист забезпечували вугільні ями, розташовані над броньовою палубою, вздовж всіх машинних та котельних відділень.
Стійкість управління крейсером в бойових умовах забезпечувала бойова рубка, утворена 30-мм бронеплитами з нікелевої сталі і труба яка з'єднувала рубку з броньовою палубою такої ж товщини, для передачі команд.
Енергетична установка корабля включала: три вертикальні чотирициліндрові (два циліндра низького та по одному-середнього і високого тиску) машини потрійного розширення і 12 водотрубних котлів системи «Шихау», які були фактично модифікацією котлів Торнікрофта, їх загальна нагрівальна поверхня становила 4500 м², робочий тиск — 18 атм. Крейсер мав два машинних відділення — носове з бортовими машинами і кормове з середньою машиною і шість котельних відділень, по два котли в кожному. Котельні відділення об'єднувалися в розташовані впоперек корпусу пари, кожна з яких мала свою димову трубу. Розташування відділень ешелонне: спочатку два котельних, потім машинне, одне котельне і, нарешті, ще одне машинне. Цим пояснюється нерівна відстань між трубами.
Гребні гвинти бічних валів, спочатку трохи відрізнялися від середнього: перші мали діаметр 4 м, а останній — 3,9 м. Після аварії, 11 травня 1901 року, коли на випробуваннях зламався золотник циліндра середнього тиску лівої машини, встановили нові, дещо меншого діаметру гвинти — 3,9 і 3,76 м відповідно. Сильна вібрація корпусу змусила, у жовтні 1901 року, поміняти гвинти ще раз. В остаточному варіанті, бічні трилопатеві гвинти мали діаметр 3,9 м і крок 5,34 м, а середній чотирилопатевий — 3,56 і 5,25 м

## Оцінка проекту
Будівництво у Німеччині і завершення випробувань в Росії першого (експериментального) швидкохідного малого крейсера-розвідника «Новик», який задовольняв вкрай суперечливими тактико-технічними вимогами російського Адміралтейства, стало значним технічним досягненням німецької суднобудівної фірми «Шихау», і етапною подією у світовій історії розвитку «малих» крейсерів «корветського» рангу. Головна вимога замовника — висока швидкість — 25 вузлів (але не в збиток захищеності, озброєнню, дальності плавання і умов населеності) при відносно невеликих розмірах і водотоннажність — було реалізовано за рахунок незвично великого відносного подовження корпусу, максимально можливого полегшення конструкції (на шкоду міцності), застосування надзвичайно потужної, але найлегшої, компактної та економічної паро-поршневої рухової установки.
До початку російсько-японської війни, ставлення до проекту крейсера «Новик» було досить суперечливим, як з боку іноземних, так і з боку російських військово-морських фахівців. Після завершення будівництва крейсера, німецького Імператора — кайзера Вільгельма II переконали в тому, що росіяни необґрунтовано завищили проектну потужність озброєння. Один з авторитетних німецьких фахівців, на противагу статті німецького журналу: «Die Flotte», назвав побудований для Росії крейсер — «Чохлом для машин», маючи на увазі цим необґрунтовано високі відносні потужності і відповідно — вагові параметри рухової установки для крейсера такого класу.
Адмірал С. О. Макаров, в окремій думці про суднобудівну програму на 1903-1923 роки, так визначив своє ставлення до проекту «Новик»: — Буде вже не малим виграшем, якщо судна у 3000 тон типу «Новик» замінять судами без броні тієї ж водотоннажності, придатними і для розвідки, і для бою".
- З точки зору С. О. Макарова, в проекті «Новик» ефективність озброєння була принесена в жертву невиправдано високій швидкості. Відсутність артилерійських установок проміжного калібру — 203-мм - обмежувало бойові можливості крейсера на великих відстанях, коли артилерія середнього калібру ставала малоефективною.

В лютому 1904 року, С. О. Макаров в листі керуючому Морським міністерством Ф. К. Авелану пропонував переробити крейсери «Жемчуг» та «Ізумруд», які будувалися на Невському суднобудівному заводі за дещо зміненими кресленнями проекту «Новика», наблизивши їх характеристики до «суден без броні». За розрахунками корабельного інженера П. Ф. Вешкурцова, у разі демонтажу середньої машини і частини котлів, забезпечувався виграш у 270 тонн, за рахунок чого пропонувалося посилити мінно-артилерійське озброєння установкою: 1×203-мм, 5×1-152-мм і 10×1-75-мм гармат; чотирьох мінних апаратів; підкріпити корпус; у звільненому машинному відділенні рекомендувалося встановити два допоміжних двигуна по 100 к. с. «для крейсерства тихим ходом». При цьому, розрахункова швидкість повинна була зменшитися на 2,7 вузла і скласти 22,3 вузлів (в розрахунку не було враховано, що проектна швидкість цих кораблів становила не 25, а 24 вузла). Але на здійснення такої реконструкції, якщо б вона була визнана доцільною, не залишалося часу, оскільки ці кораблі ледве встигли підготувати для включення до складу 2-ї ескадри Тихого океану. Єдиним наслідком листа С. О. Макарова стала установка на крейсерах «Жемчуг» та «Ізумруд» — мінних апаратів (по три на кожному), не передбачених початковим проектом.
На думку М. Л. Кладо, крейсери малої водотоннажності виправдовують себе лише в якості бронепалубних, ..."абсолютно не пристосований для бою і придатний лише для посилок, має дуже слабку мореплавність і в свіжу погоду він не може скористатися своєю великою швидкістю, і будь панцерний крейсер залишить його далеко позаду". Район дії малого крейсера дуже малий. Наприклад бронепалубний крейсер «Новик» водотоннажністю 2836 тонн, на якому віддано під машину 26,7 % від його водотоннажності, щоб досягти швидкості в 25 вузлів, може при своєму запасі вугілля (17,9 % від його водотоннажності) пройти всього лише 660 миль і через добу вже вугілля у нього не буде, а економічним ходом (12 вузлів) він може пройти відстань всього 2370 миль протягом 8 діб. Порівнюючи малий бронепалубний крейсер «Новик» з середнім — панцерним (фактично бронепалубним) крейсером I рангу «Богатир» (так само німецького будівництва), Кладо пише: «Між тим панцерний (втім броньований дуже слабо) крейсер „Богатир“ (водотоннажність 6972 тонни), при відносній вазі машини 20,15 % від його ваги, відданих під машину, має швидкість у 23 вузла, який при меншому порівняльному запасі вугілля (16,6 %) від його розмірів, може пройти 1680 миль; притому його не зупинить така погода, при якій „Новик“ вже не буде діяти„. Оцінюючи бойові якості корабля за співвідношенням показників: швидкість/броня/ артилерія/дальність, Кладо М. Л. робить висновок про те, що: ...“Чим корабель більше, тим більшу кількість наступальних і оборонних засобів може він у себе вмістити, тим він мореплавніший і тим стійкіша платформа і, тим з меншими відносними витратами ваги може йому бути передана сила тяги гвинтів, захист, швидкість і район дій».
- Напередодні російсько-японської війни, у Миколаївській Морській академії, були розроблені правила (методика) для порівняння ефективності кораблів різних класів, з урахуванням їх різнорідних елементів: артилерії, бронезахисту, швидкості ходу і всіх їх особливостей, шляхом обчислення (визначення так званих «бойових коефіцієнтів кораблів». М. Л. Кладо удосконалив ці правила, усунувши самий головний недолік методики — труднощі зіставлення таких різнорідних елементів, як «сила» корабля і його «швидкість», які виникає при порівнянні панцерних кораблів, від яких потрібна головним чином «сила», з бронепалубними крейсерами і міноносцями — одна з найголовніших якостей яких — швидкість. М. Л. Кладо застосував порівняння за допомогою бойових коефіцієнтів для частин ескадр, які складаються з однорідних кораблів, до яких пред'являються однакові вимоги.[3] зокрема, були визначені порівняльні значення бойових коефіцієнтів для «малих» та «середніх» крейсерів корветського рангу. Так, для крейсерів II рангу: «Новик», «Жемчуг» та «Ізумруд», значення бойового коефіцієнта склало — 3,2; «Боярин» — 2,7. Для японських «малих» крейсерів 2-го класу, водотоннажністю менше 4000 тонн: «Ідзумі» — 1,0; тип «Наніва» — 2,4; «Сума» — 2,9; «Акасі» — 2,9; «Чиода» — 2,7;.[4]

Після російсько-японської війни, проект «Новик» став родоначальником виникнення і розвитку з підкласу малих крейсерів «корветського» рангу — нового підкласу: малих швидкохідних крейсерів-розвідників, які у флотах ряду провідних морських держав позначалися терміном: «крейсер-скаут». Розвитку «малого» крейсера, аналогічного проекту «Новик», сприяв науково-технічний прогрес у галузі військово-морської техніки і головним чином повсюдне застосування паротурбінних двигунів.
Російські бронепалубні крейсери II рангу типу «Новик», незважаючи на окремі недоліки, добре зарекомендували себе в ході російсько-японської війни. Тому після російсько-японської війни в Англії і Німеччині були закладені великі серії швидкохідних крейсерів малої водотоннажності, призначених для бойових дій в складі ескадр і флотів.
У Росії, з серпня 1907 року, за завданням Морського Генерального Штабу (МГШ), для перевірки можливості створення швидкохідного крейсера малої водотоннажності з паротурбінною руховою установкою, призначеного для: «Розвідувальної служби при ескадрі панцерників або спільні дії з загоном міноносців», був притягнутий Балтійський завод.
Відповідно до тактико-технічного завдання (ТТЗ) на проектування, досерійний експериментальний крейсер «Новик» фактично випередив свій час, ставши єдиним у світі, «стовідсотковим» — «броньованим лідером міноносців» (в той час клас есмінець ще не був офіційно прийнятий), оскільки, виконуючи передбачені ТТЗ функції контр-міноносця, був цілком здатний виконувати всі функції, вперше визначені для англійських «лідерів флотилій», на початку 1-ї світової війни.

## Історія служби
18 травня 1902 року після завершення приймально-здавальних випробувань, «Новик» прибув до Кронштадта.
14 вересня 1902 року крейсер під командуванням капітана 2 рангу П. Ф. Гаврилова вийшов з Кронштадта курсом на Далекий Схід.
У грудні 1902 року командиром новітнього легкого міноносного крейсера «Новик» був призначений капітан 2-го рангу М. О. Ессен, який до цього разом з Макаровим формував ескадру в Кронштадті, а потім у Ревелі і Лібаві.
6 грудня 1902 року, під час стоянки в Піреї (Греція), у командування «Новіком» вступив капітан 2 рангу М. О. Ессен, який потім перевів його до Порт-Артуру.
2 квітня 1903 року крейсер «Новик» прибув у Порт-Артур в склад російської ескадри Тихого океану, якою командував віце-адмірал О. В. Старк.
Початок російсько-японської війни став для «Новика» і його командира «зоряною годиною». З першого ж дня війни «Новик» взяв активну участь у бойових діях.
В ніч на 27 січня 1904 року, відразу ж після нападу японських міноносців на російську ескадру, командир крейсера отримав наказ переслідувати ворога. Командир крейсера «Новик» капітан 2 рангу М.О. Ессен першим приготував корабель до бою і вийшов у море, але не наздогнав ворога. Поки на «Новику» піднімали пари, японські міноносці встигли піти.
Вранці 27 січня 1904 року вся російська ескадра вийшла назустріч японському флоту. М. О. Ессен вивів «Новик» на розвідку. У той час як неушкоджені японськими торпедами російські кораблі тільки виходили з рейду, «Новик» зробив постріл торпедою по крейсеру «Якумо» і зробив зухвалу спробу зблизитися з ворожоб ескадри. Командир «Новика» вирішив, після нічного потрясіння, досягти успіху — двічі намагався атакувати флагманський панцерник адмірала Того, прагнучи зблизитись на дистанцію торпедного пострілу. При повторній спробі атакувати «Новик» отримав попадання 12-ти дюймовим (305-мм снарядом в корму (за іншими даними — внаслідок влучення 8-дюймового (203-мм) снаряда на рівні ватерлінії), був змушений вийти з атаки, і повернувся на базу. На рейді Порт-Артура пошкоджений «Новик» зустріли криками «Ура!».
Через десять діб напруженого ремонту корабель був введений в дію. Наступні дні були наповнені активною бойовою діяльністю. «Новик» брав участь у боях з японською ескадрою, підтримував міноносці, проводив розвідку, його екіпаж виявив високу майстерність, героїзм, показавши приклад виконання обов'язку.
На «Новику» тримав свій прапор командувач ескадрою адмірал С. О. Макаров, під час виходу на підтримку оточеного японськими кораблями міноносця «Стерегущий». Однак спроба відбити у ворога російський міноносець виявилася безрезультатною.
Крейсер неодноразово прикривав виходи в море міноносців і канонерських човнів, обстрілював узбережжя, зайняте противником.
Активні дії «Новика», на тлі перших невдач, були відзначені командуванням. За бій 27 січня 1904 року під Порт-Артуром, М. О. Ессена нагородили Золотою шаблею з написом «За хоробрість», а 12 членів екіпажу «Новика» отримали Георгіївські хрести.
16 березня 1904 року, наказом командувача ескадрою віце-адмірала С. О. Макарова, капітан 2-го рангу М.О. Ессен був призначений командиром ескадреного панцерника «Севастополь». С. Макаров побачив у М.О. Ессені свого однодумця, у прагненні «взяти море в свої руки!» і наполіг на його призначенні командиром панцерника «Севастополь», всупереч тому, що за старшинством була черга капітана 1-го рангу Р. Вірена, який мав підтримку адміралтейства. 18 березня 1904 року, командуванням крейсером «Новик» вступив капітан 2 рангу Михайло Федорович фон Шульц. За словами, Ессена, він не був у захваті від призначення на потужний, але неповороткий панцерник. Звикши до маневреного швидкохідного крейсера, на панцернику Ессен відчував себе «не в своїй тарілці». М. О. Ессен, натура зухвала, поривчаста, з жалем залишав «Новика». 1 березня (13 березня) 19041 березня (за старим стилем) 1904 р. М. О. Ессен писав дружині: «Вчора прийняв панцерник, здав „Новика“ Шульцу. Команда кричала на мою честь „Ура!“, проводжали гарно.. До „Новика“ я звик, крейсерська служба мені більше по душі, і це підвищення не радує»...
28 липня (10 серпня) 1904року, під час бою в Жовтому морі, крейсер «Новик» отримавши 3 надводні пробоїни (2 вбитих, 1 поранений) — прорвався в порт Циндао. Потім, обійшовши Японію зі сходу, прийшов до посту (порт) Корсаков (Корсаковськ) на острові Сахалін — для поповнення запасів вугілля.
07 серпня (20 серпня) 1904року, не встигнувши поповнити запаси вугілля (взяти бункер), крейсер був змушений прийняти бій з японськими крейсерами «Цусіма» і «Читосе». В ході бою отримав 3 влучення нижче і 2 вище ватерлінії і понад 10 e надбудову (2 вбитих, 17 поранених). Вийшов з бою — противником не переслідувався. Командир, отримавши дані радіоперехоплення про наближення японських кораблів, наказав затопити крейсер.
20 серпня 1904 р. о 23 години 30 хвилин, поряд з Корсаковським постом — крейсер ліг на ґрунт.
21 серпня 1904 року, вранці, японський крейсер «Читосе», увійшовши на рейд Корсакова, зробив близько 100 пострілів по частинах крейсера «Новик», які виступали над водою, і місту. Частина екіпажу «Новика» була евакуйована до Владивостоку.
На підставі Портсмуського мирного договору, південна частина острова Сахалін була віддана Японії.
16 липня 1906 року «Новик» був піднятий японцями. На крейсері провели відновлювальний ремонт зі встановленням нових котлів та озброєння.
11 липня 1908 року крейсер увійшов до складу японського флоту під назвою «Судзуя».
У 1913 році виключений зі списків флоту і розібраний на метал.

## В культурі
Прорив крейсера «Новік» описаний в романі В. Пікуля «Каторга», а також в романі Олександра Степанова «Порт-Артур».

## Тактико-технічні характеристики
- Броня: Палуба — 50 мм (75 мм максимально), рубка — 28 мм